# 陈义兴
陈义兴（1955年4月—），中华人民共和国政治人物，福建连江人，一级警监警衔。

## 生平
陈义兴生于连江县凤城，1970年参加工作，其后加入中国共产党，曾任福州市人民检察院副检察长、检察长，后升任福建省人民检察院副检察长，2008年5月，任福建省司法厅党委书记、厅长，兼任福建省监狱管理局第一政委。2015年1月，当选福建省政协副主席。2018年1月，当选第十三届全国政协委员。